# Municipio de Coacoatzintla
El municipio de Coacoatzintla se encuentra en el estado de Veracruz en la zona montañosa central. Es uno de los 212 municipios de la entidad y está ubicado en las coordenadas 19°39′8.82″N 96°56′26.21″O / 19.6524500, -96.9406139. Está a una altura de 1.460 m s.n.m. Su cabecera es la localidad de Coacoatzintla.
El municipio lo conforman 22 localidades en las cuales habitan 8.294 personas.
Sus límites son:
- Norte: Tonayán y Tlacolulan
- Sur: Jilotepec
- Este: Naolinco y Tonayán
- Oeste: Tlacolulan

## Festividades
Coacoatzintla es un municipio con muchas tradiciones, tiene sus fiestas principales en el mes de abril, cuando se celebra el tradicional carnaval y del 25 de julio al 30 de agosto tienen lugar las festividades religiosas en honor a Santiago Apóstol y a Santa Rosa de Lima, respectivamente. Las cuales se an ido perdiendo .
Aunque su festividad más importante es sin duda alguna el Día de Muertos, ya que los pobladores se preparan con anticipación para la llegada de los Fieles difuntos, las familias de Coacoatzintla colocan majestuosos altares de flor de Cempasuchitl, preparan tamales, chocolate y diversos platillos y se coloca en la ofrenda la fruta de temporada especialmente aquella que en vida fue la favorita del difunto.

## Gastronomía
Coacoatzintla es ampliamente conocido por su preparación de pan en horno de leña y sobre todo el pan de muerto, así como por su siembra, cosecha y venta de elotes.
En Coacoatzintla también se produce exquisito queso de leche de vaca y cabra.